# Похамба, Хификепунье
Хификепунье Лукас Поха́мба (англ. Hifikepunye Lucas Pohamba; род. 18 августа 1935, Виндхук, Юго-Западная Африка) — намибийский политический деятель, президент Намибии с 21 марта 2005 по 21 марта 2015 года.

## Биография
Похамба был одним из основателей СВАПО в 1960 году и активно участвовал в борьбе за независимость Намибии, тогда Юго-Западной Африки, от ЮАР, неоднократно находился в заключении и под домашним арестом, жил в эмиграции в Лусаке, учился в СССР.
В ноябре 1989 года избран членом Конституционной ассамблеи, а в марте 1990 года, после провозглашения Намибией независимости, Похамба стал депутатом Национальной ассамблеи и вошёл в правительство президента Сэма Нуйомы, своего друга. В 1990—1995 годах — министр внутренних дел, в 1995—1997 годах — министр рыболовства и морских ресурсов, в 1997 — марте 2000 — министр без портфеля, с 1997 года — генеральный секретарь СВАПО, с 2002 — её вице-председатель. 26 января 2001 года Похамба стал министром земель и населения. В этой должности он проводил политику частичного изъятия земель у белых фермеров и передачи их чернокожим жителям Намибии, получив поддержку президента Зимбабве Роберта Мугабе.
В мае 2004 года Похамба был избран кандидатом в президенты от СВАПО, в том же году победил на выборах и сменил Сэма Нуйому на посту президента. Похамба решительно боролся с коррупцией. Несмотря на утверждения, что Нуйома останется у руля власти, а Похамба всего лишь управляемая фигура, Нуйома передал Похамбе пост председателя правящей СВАПО 29 ноября 2007 года.
В декабре 2009 года было объявлено о победе Хификепунье Похамбы на очередных президентских выборах, на которых он получил более 75 % голосов избирателей.
В мае 2010 года совершил официальный визит в Москву и провёл переговоры с президентом России Дмитрием Медведевым.
В конце 2012 года Похамба во второй раз сменил премьер-министра страны, назначив на этот пост прежнего главу правительства Хаге Гейнгоба. Впоследствии Гейнгоб стал кандидатом от правящей партии на президентских выборах в 2014 году, а затем и сменил Похамбу на посту президента.